# Квинт Пасиен Лицин
Квинт Пасиен Лицин (на латински: Quintus Passienus Licinus) e политик и сенатор на Римската империя през 2 век.
През 149 г. той е суфектконсул заедно с Гай Юлий Авит.